# جیانلوکا پتراچی
جیانلوکا پتراچی (انگلیسی: Gianluca Petrachi؛ زادهٔ ۱۴ ژانویهٔ ۱۹۶۹) بازیکن فوتبال اهل ایتالیا است.
از باشگاه‌هایی که در آن بازی کرده‌است می‌توان به باشگاه فوتبال ناتینگهام فارست، باشگاه فوتبال پروجا، باشگاه فوتبال تورینو، باشگاه فوتبال لچه، باشگاه فوتبال کرمونزه، باشگاه فوتبال آنکونا، باشگاه فوتبال ونتزیا، باشگاه فوتبال پالرمو، و باشگاه فوتبال اتلتیکو آرتزو اشاره کرد.